# Les Maris de Léontine
Pour plus de détails, voir Fiche technique et Distribution.
Les Maris de Léontine est un film français réalisé par René Le Hénaff, sorti en 1947.

## Fiche technique
- Titre : Les Maris de Léontine
- Réalisation : René Le Hénaff
- Scénario : d'après la pièce d'Alfred Capus
- Photographie : Raymond Agnel
- Décors : Raymond Nègre
- Son : Pierre-André Bertrand
- Montage : Hélène Battini
- Musique : Louis Beydts
- Production : Bertrou et Compagnie
- Tournage : du 2 janvier au 5 février 1947
- Pays :  France
- Format : Noir et blanc - 1,37:1 - 35 mm - Son mono
- Genre : Comédie
- Durée : 90 minutes
- Date de sortie : 
  - France : 29 octobre 1947
- Numéro de visa : 5242

## Distribution
- Jacqueline Gauthier : Léontine
- Pierre Jourdan : Édouard de la Jambière
- Gil Roland : Adolphe Dubois
- Robert Murzeau : Anatole Grimard
- Marguerite Pierry : la marquise
- Jacqueline Dor : Simone
- Yette Lucas : Ernestine
- Renée Thorel : une dame
- Raymond Girard : Plantain
- Paul Demange : Béjut
- Henri Charrett : le commissaire
- Ulric Guttinguer : Darbois
- Marcelle Duval : Virginie
- Jacqueline Cantrelle
- René Pascal